# Kominterns första kongress
Kominterns första kongress var en internationell sammankomst bestående av kommunistiska, revolutionära socialistiska och syndikalistiska delegater som hölls i Moskva från 2 till 6 mars 1919 och som grundade den Kommunistiska internationalen (Komintern). Kongressen bestod av 51 representanter från mer än två dussin länder runt om i Europa, Nordamerika och Asien.

## Sammankallande
Sent i december 1918 beslutade ledningen för det ryska kommunistpartiet att tiden var mogen för att grunda en ny internationell sammanslutning av radikala politiska partier för att ersätta den misskrediterade Andra internationalen. Den 24 december sändes en radiosändning ut från Moskva som uppmanade "kommunisterna i alla länder" att "samla sig kring den revolutionära Tredje internationalen".
Lenin hade för avsikt att bara bjuda in de organisationer som stod för en brytning med de mer försiktiga elementen inom arbetarrörelsen och som stod för en omedelbar socialistisk revolution och upprättandet av en proletariatets diktatur och en regeringsform i sovjetisk stil. Lenin hoppades på att ett möte skulle kunna äga rum med början den 1 februari 1919, antingen öppet i Berlin eller, om nödvändigt, i hemlighet i Nederländerna. På grund av politiska konflikter mellan Sovjetryssland och den ganska konservativa socialdemokratiska regeringen i Tyskland och utbrottet av inbördeskrig där, avvisades Berlin snabbt som ogästvänligt för en första kongress.
Den 21 januari 1919 beslutade ett möte med ett dussintal kommunister bosatta i Moskva att hålla en formell sammankomst i den staden, som skulle börja den 15 februari – lite mer än 3 veckor senare. Den formella kongresskallelsen skrevs av folkkommissarien Leo Trotskij och listade inbjudna politiska organisationer vid namn.
På grund av de allierades blockad nåddes få organisationer utanför Sovjetryssland av kallelsen i tid. Runt två dussin budbärare sägs ha sänts ut med nyheten, men bara tre eller fyra hann nå sina destinationer i tid. Kallelsen publicerades i pressen i Sovjetryssland 24 januari 1919 och i Österrike och Ungern vid slutet av månaden.
Transportsvårigheter tvingade fram ett ytterligare uppskjutande av sammankomsten, med startdatumet flyttat fram två veckor till 2 mars 1919. Trots denna ytterligare försening lyckades bara två partier få godkända delegater i tid till Moskva för mötets öppnande. Två presumtiva delegater – Fritz Platten från Schweiz och Karl Steinhardt från Österrike – arresterades och fängslades kort under resan.
Som ett resultat av detta hade den stora majoriteten av de som satt som delegater till denna första kongress för Kommunistiska Internationalen inget formellt mandat från de partier de påstod sig representera och delegaterna beslutade till en början att mötet skulle vara en förberedande konferens snarare än en formell kongress. Detta första beslut upphävdes senare av de församlade delegaterna och den tredje kommunistiska internationalen förklarades etablerad.

## Delegatsammansättning
Under kongressens sex dagar registrerades totalt 51 delegater, representerande 35 organisationer i 22 länder. Alla politiska tendenser i Zimmerwaldvänsterrörelsen var representerade vid sammankomsten med undantag för vänsterflygeln i Socialistiska ungdomsinternationalen. De flesta av dessa delegater hade dock redan varit bosatta i Sovjetryssland, och endast 9 av dem som deltog i kongressen hade lyckats bryta igenom den allierade blockaden.
Nationaliteterna utanför Europa var förvånansvärt väl representerade på kongressen, inklusive en grupp på fem röstberättigade delegater från "Förenade gruppen för Ryssland östliga folk", en röstberättigad delegat från Armenien, såväl som icke-röstberättigade delegater från Turkiet, Turkestan, Georgien, Azerbajdzjan, Persien, Kina och Korea. Sammanlagt representerade dessa 13 delegater en fjärdedel av de 52 röstberättigade och icke-röstberättigade delegaterna på mötet.
Den största och mest inflytelserika delegationen var, föga överraskande, den från Sovjetryssland. Förutom de fem delegaterna som utsetts som representanter för de olika "östliga folken" i det forna ryska imperiet, deltog sex ordinarie och två rådgivande delegater, inklusive nyckelpersoner från det ryska kommunistpartiet som Lenin, Trotskij, Grigorij Zinovjev, Nikolaj Bucharin, Georgii Tjitjerin, VV Vorovskij och Valerian Osinskij. Även om namnet på den sovjetiska folkkommissarien för nationaliteter Josef Stalin också förekom på delegatlistan, finns det inget som tyder på att han faktiskt deltog i kongressen.
Delegaterna var i allmänhet yngre än vad som varit vanligt vid tidigare internationella socialistiska sammankomster. Av de 43 delegaterna för vilka en ålder är känd, var 5 i 20-årsåldern och 24 i 30-årsåldern, med endast amerikanen Boris Reinstein över 50 år.

## Kongressplats
Kongressen hölls i en liten sal i Kreml i Moskva. Den långa, smala salen var knappt tillräckligt stor för 100 personer, med delegaterna sittande på tunna stolar vid små bord fördelade i hela rummet.

## Fotnoter
1. ↑  Riddell (ed.), Founding the Communist International, pg. 7.
2. 1 2 3 4  Riddell (ed.), Founding the Communist International, pg. 8.
3. 1 2  Riddell (ed.), Founding the Communist International, pg. 10.
4. ↑  Riddell (ed.), Founding the Communist International, pg. 12.
5. ↑  Riddell (ed.), Founding the Communist International, pp. 12–13.
6. ↑  Riddell (ed.), Founding the Communist International, pp. 13–14.
7. 1 2  Riddell (ed.), Founding the Communist International, pg. 13.
8. ↑  Riddell, Founding the Communist International, pg. 16.
9. ↑  John Riddell (ed.), Toward the United Front: Proceedings of the Fourth Congress of the Communist International, 1922. Lieden, Netherlands: Brill, 2012; pg. 4.
10. 1 2  "List of Congress Delegates" in Riddell, Founding the Communist International, pp. 41–43.
11. ↑  Riddell, Founding the Communist International, pg. 18.
12. 1 2 3 4  Riddell (ed.), Founding the Communist International, pg. 19.